# Riserva naturale guidata Monte Salviano
La riserva naturale guidata Monte Salviano è un'area naturale protetta di 722 ettari situata nel comune di Avezzano (AQ), in Abruzzo, ed è stata istituita nel 1999. Prende il nome dal monte Salviano, gruppo montuoso dell'appennino abruzzese che si estende da nord-ovest a sud-ovest del territorio comunale separando la conca del Fucino dai piani Palentini, al centro della Marsica. Collocata a breve distanza dal parco nazionale d'Abruzzo, Lazio e Molise e dal parco naturale regionale Sirente-Velino è inclusa in un sito di interesse comunitario di 860 ettari.

## Storia e descrizione
(Il motto della riserva naturale)

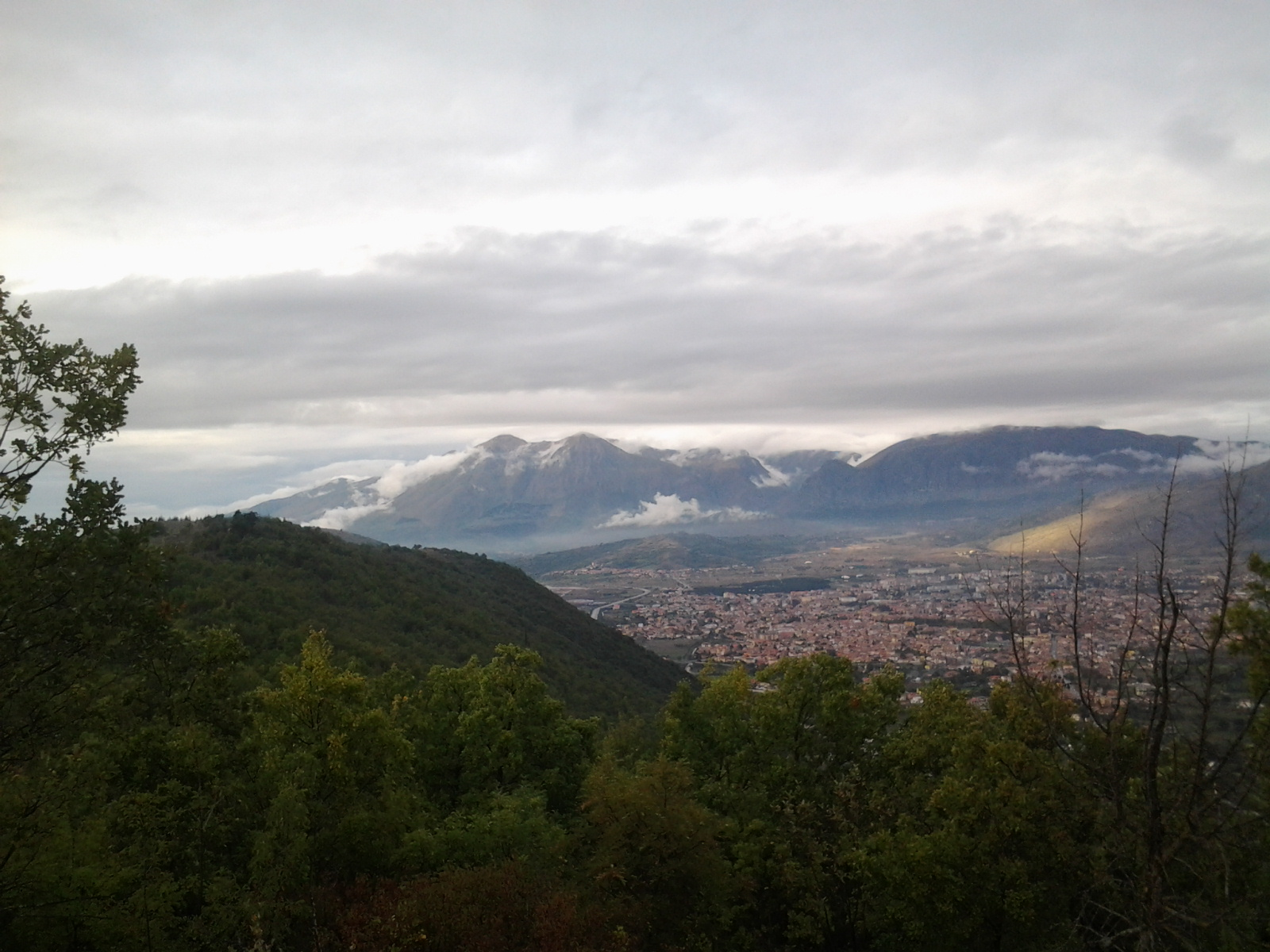
Veduta dalla via dei Marsi

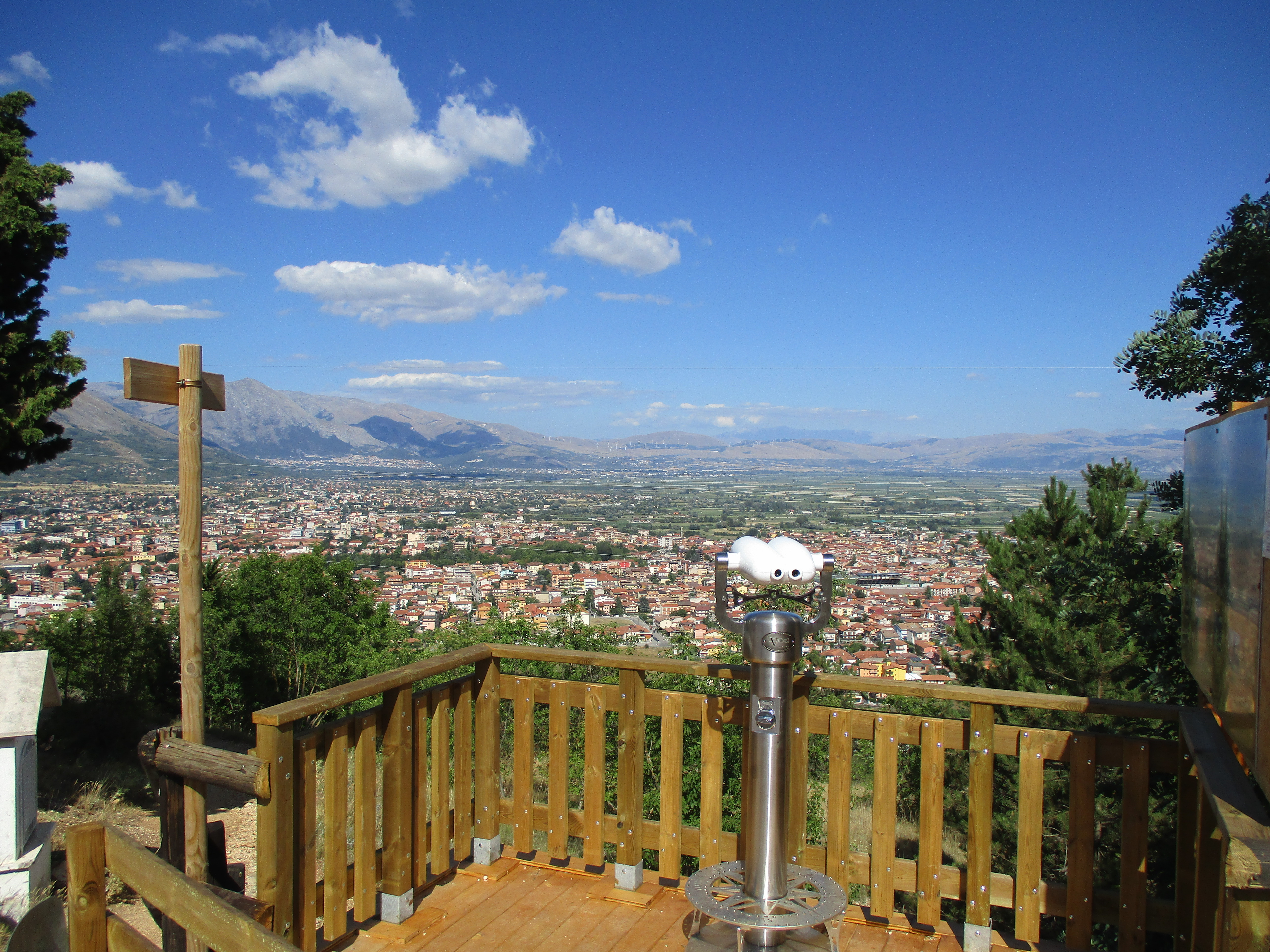
Binocolo panoramico lungo la Via Crucis

La riserva, già parco periurbano, comprende un'area di circa 722 ettari, situata interamente nel territorio del comune di Avezzano, in Abruzzo.
Fortemente voluta e creata grazie all'impegno dell'associazione "Il Salviano", dell'ideatore e coordinatore del progetto Sergio Rozzi e di un gruppo di ecologisti impegnati su questo progetto a cominciare dagli anni sessanta. Si concretizzò nel 1993 con la creazione del parco periurbano del Salviano, che dal 1999 è stato ufficialmente riconosciuto dalla Regione Abruzzo come riserva naturale guidata del monte Salviano.
L'area protetta, inclusa nel sito di interesse comunitario del monte Salviano, è gestita dal comune di Avezzano anche attraverso dei bandi rivolti alle associazioni ambientaliste e del turismo sostenibile.
Nel 2010 l'ente comunale ingrandì l'area protetta individuando una fascia esterna a protezione attenuata di circa 800 ettari inclusa tra il bacino del Fucino e i piani Palentini, istituita con il fine di conservare le peculiarità ambientali, storiche e culturali dell'intera area, inclusi i cunicoli di Claudio, la grotta di Ciccio Felice, il parco fluviale dell'Incile, alcune zone e strutture dell'ex zuccherificio di Avezzano e il torrente Ràfia nei pressi di Cese.
La pineta rappresenta l'area di maggiore caratterizzazione del monte Salviano, in particolare lungo il percorso che conduce al santuario della Madonna di Pietraquaria. Nel 1916 furono piantati i primi pini dai legionari rumeni e dai prigionieri di guerra del campo di concentramento austro-ungarico istituito a nord di Avezzano dopo il terremoto del 1915 e nel corso della grande guerra. L'opera di rimboschimento proseguì nel 1951 in seguito ai "cantieri-scuola" ideati da Amintore Fanfani.
Il primo agosto 1993 una parte del gruppo montuoso del Salviano, nello specifico una parte dei monti Cimarani e d'Aria, fu percorso da un violento incendio che ne distrusse quasi completamente la vegetazione, rappresentata in maniera preponderante dal pino nero. Successivamente si è avuto un processo di rinaturalizzazione spontanea dell'area montuosa.
Il santuario dedicato alla Madonna di Pietraquaria situato a 1 000 m s.l.m. è frequentato per la miracolosa immagine che vi si venera.
Un ricovero per il recupero delle specie protette degli animali selvatici, malati o feriti provenienti dalle montagne dell'Abruzzo, è ospitato in due ettari di terreno situati dietro al santuario, alle pendici del monte Cimarani. Il centro delle specie protette presenta due abbeveratoi, due mangiatoie e un ricovero.

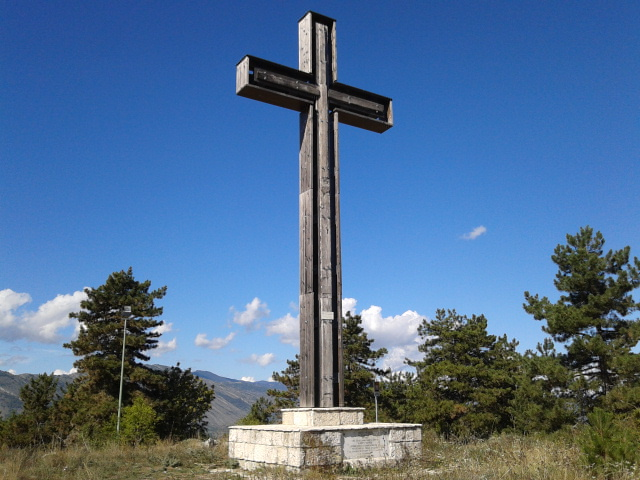
Il crocione

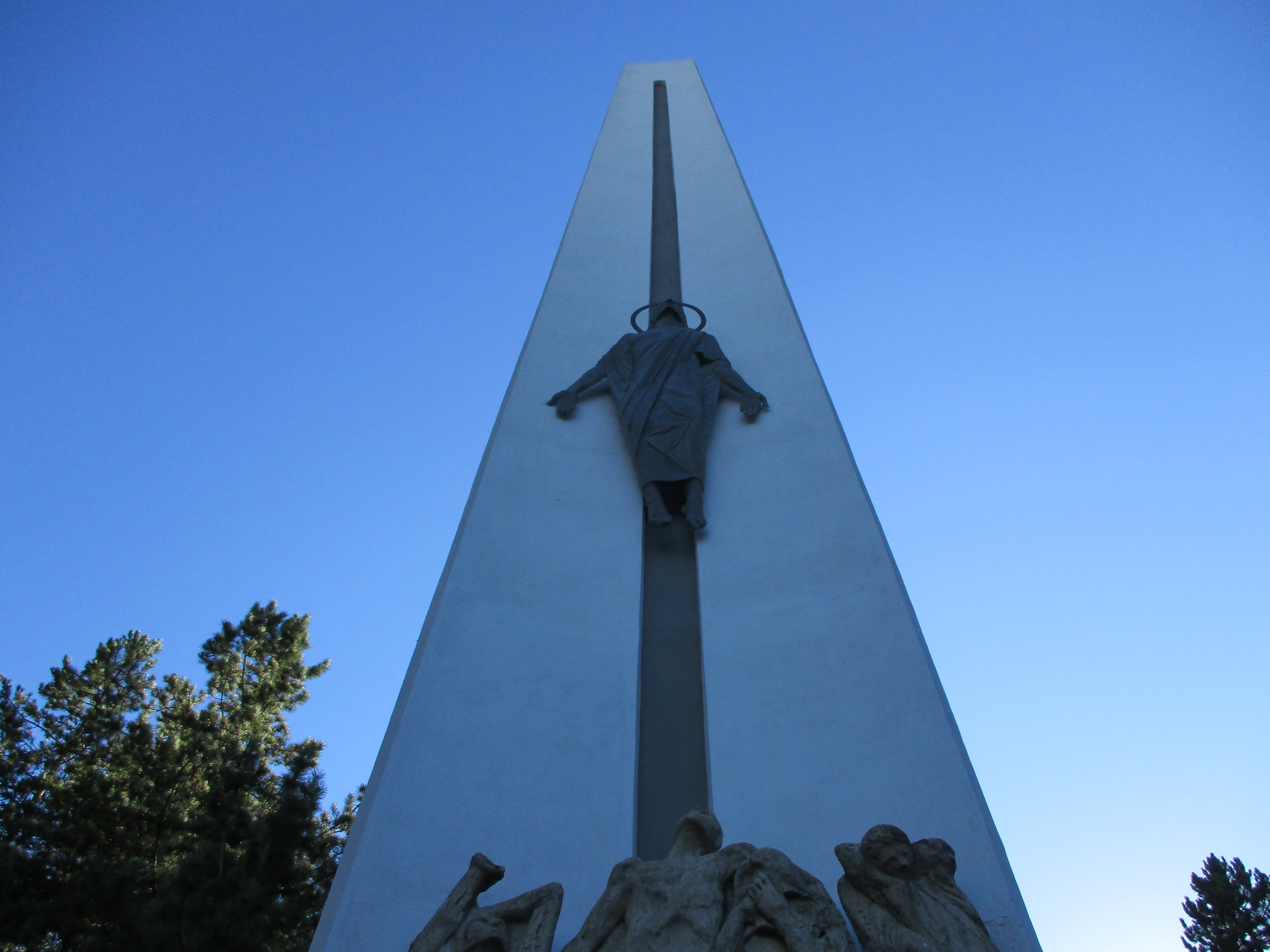
Obelisco del memoriale (Pasquale Di Fabio)

Sul versante orientale che digrada verso la piana del Fucino a sud di Avezzano sono visibili gli imbocchi dei cunicoli di Claudio la cui prima costruzione risale al I secolo d.C. L'opera si caratterizza per l'emissario sotterraneo che buca il ventre della montagna fino all'intersezione con il fiume Liri, sotto il nucleo abitato antico di Capistrello e per i cunicoli di servizio che hanno permesso di prosciugare e bonificare l'area del Fucino attraverso lo scolo delle acque oltre la montagna. Nel 1877, attraverso l'ampliamento e la riattivazione delle opere idrauliche, il banchiere Alessandro Torlonia rese possibile il totale prosciugamento del bacino fucense. L'area dei cunicoli è stata dotata dal 1977 di un parco archeologico con il fine di tutelarli e valorizzarli.
Lungo la strada 82 della Valle del Liri, vicino all'acquedotto, si trova l'edicola inaugurata il 12 luglio 1959 dedicata a san Giovanni Gualberto, patrono del Corpo forestale dello Stato.
L'area montuosa del Salviano sul versante occidentale, verso il territorio di Capistrello, è stata al centro della vicenda dell'eccidio dei 33 martiri che durante la seconda guerra mondiale vennero catturati e successivamente fucilati dai nazisti.
Un sentiero nel cuore della riserva è stato intitolato dal gruppo scouts di Avezzano a lord Baden Powell. Non distante svetta il crocione, una grande croce cristiana di legno dedicata al Cristo redentore e innalzata tra gli alberi secolari nel 1902. Nel maggio 2006 si è conclusa una lunga e articolata fase di restauro. Sulla sommità della roccia posta di fronte al santuario svetta l'altra grande croce di ferro installata il 10 dicembre 1967 e restaurata nel 2022. 
La riserva naturale guidata Monte Salviano e la via dei Marsi sono gemellate con l'area di conservazione regionale peruviana Bosco di Puya Raimondi e di Titankayocc e con l'area protetta naturale Ruta de la Papa, situata nella località di Condorcchoca nella provincia di Cangallo, a sud di Ayacucho, città a sua volta gemellata con il comune di Avezzano dal 2001.

### Memoriale

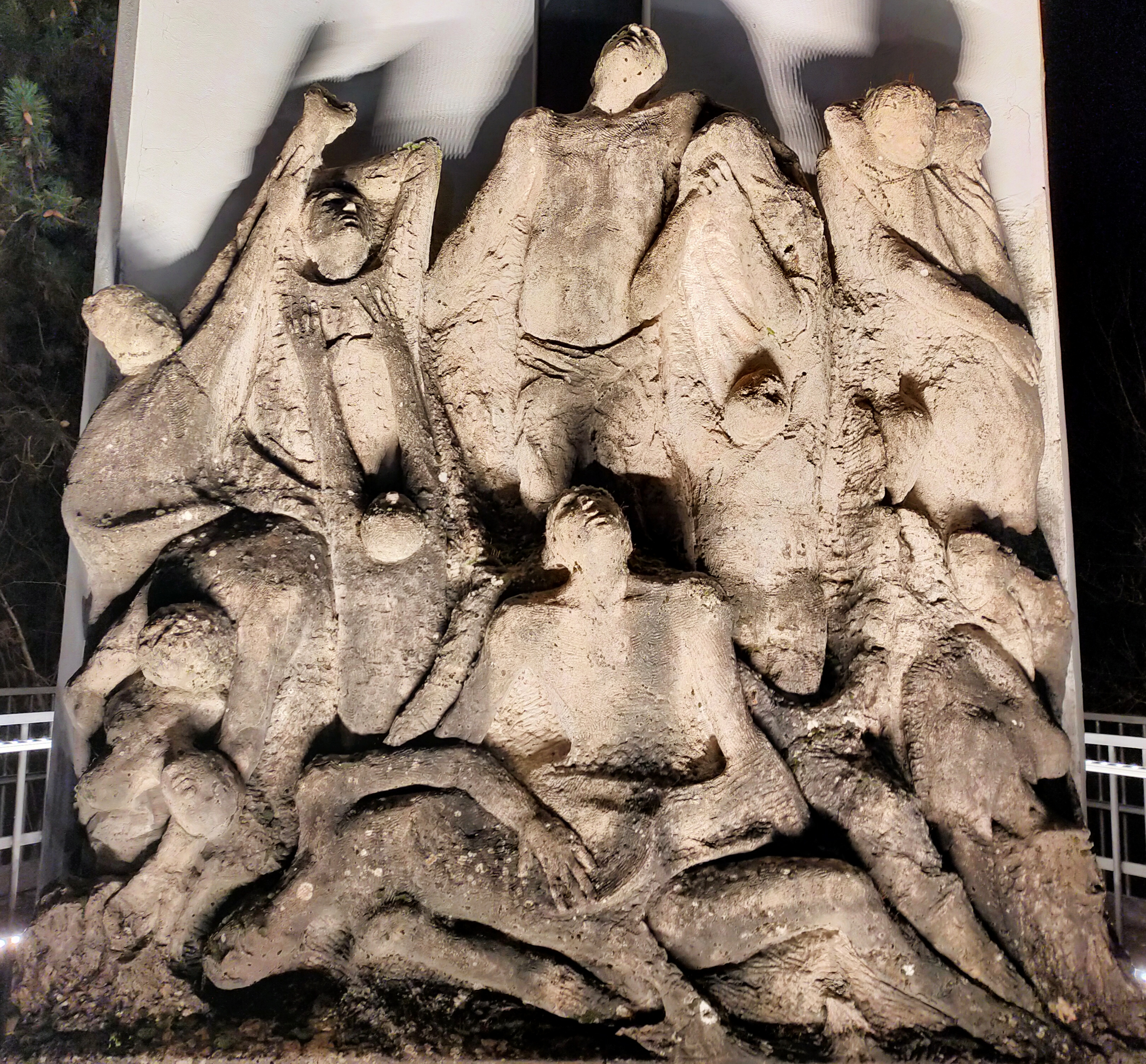
I terremotati raffigurati alla base dell'obelisco

Alle pendici del monte Salviano si trova il memoriale del terremoto della Marsica del 1915 in ricordo delle vittime del sisma e dei giovani sopravvissuti che morirono sul fronte della prima guerra mondiale, per i quali è stata posizionata il 24 maggio 1965 una grande roccia proveniente dal Carso. L'obelisco commemorativo delle vittime del sisma fu realizzato dall'artista Pasquale Di Fabio e inaugurato il primo agosto del 1965 in occasione del cinquantesimo anniversario della tragedia. La scultura rappresenta un gruppo di terremotati, alcuni dei quali con le braccia rivolte verso l'alto nell'atto di invocare il Cristo che li sovrasta. La stele indica la strada verso il Signore Gesù. La data del terremoto è stata scolpita su una parete a picco collocata poco più in alto.
Ai piedi di due colonne, posizionate nel piazzale antistante al memoriale, presso uno degli accessi della Via Crucis, si trovano dal 1965 i resti del portone della Corte, un arco in pietra che veniva utilizzato per giustiziare i condannati per gravi reati.
Nel 2019, in occasione del decennale del terremoto dell'Aquila del 2009, è stata realizzata dall'ingegnere architetto Giancarlo Gerardo Cardone una scultura commemorativa dedicata alle vittime del sisma aquilano con su incisi i nomi degli studenti marsicani deceduti.

### Teatro della Germinazione
Sul valico nel 2000 è stata installata l'opera intitolata "Teatro della Germinazione", scultura dell'artista Pietro Cascella. L'opera realizzata nel 1998 con pietra di Carrara e in parte della Maiella fu inizialmente pensata per essere esposta nel parco nazionale d'Abruzzo, Lazio e Molise. Sistemata per un paio di anni in alcuni magazzini di Pescasseroli in attesa di essere montata, essa fu collocata sul valico del monte Salviano grazie al sindaco di Avezzano, Mario Spallone, al presidente dell'ente Pnalm, Fulco Pratesi, e al direttore dello stesso ente, Franco Tassi. Cascella dopo aver visitato il valico diede l'assenso per l'esposizione definitiva dell'opera sul valico del Salviano.
La scultura è costituita da un altorilievo centrale di forma sferica che raffigura un uovo circondato dall'acqua e da quattro pannelli posizionati in circolo con al centro la sfera celeste ed altri elementi connessi. La germinazione rappresenta la creazione in senso metafisico della natura e dell'uomo.

### Aula verde e parco della fauna

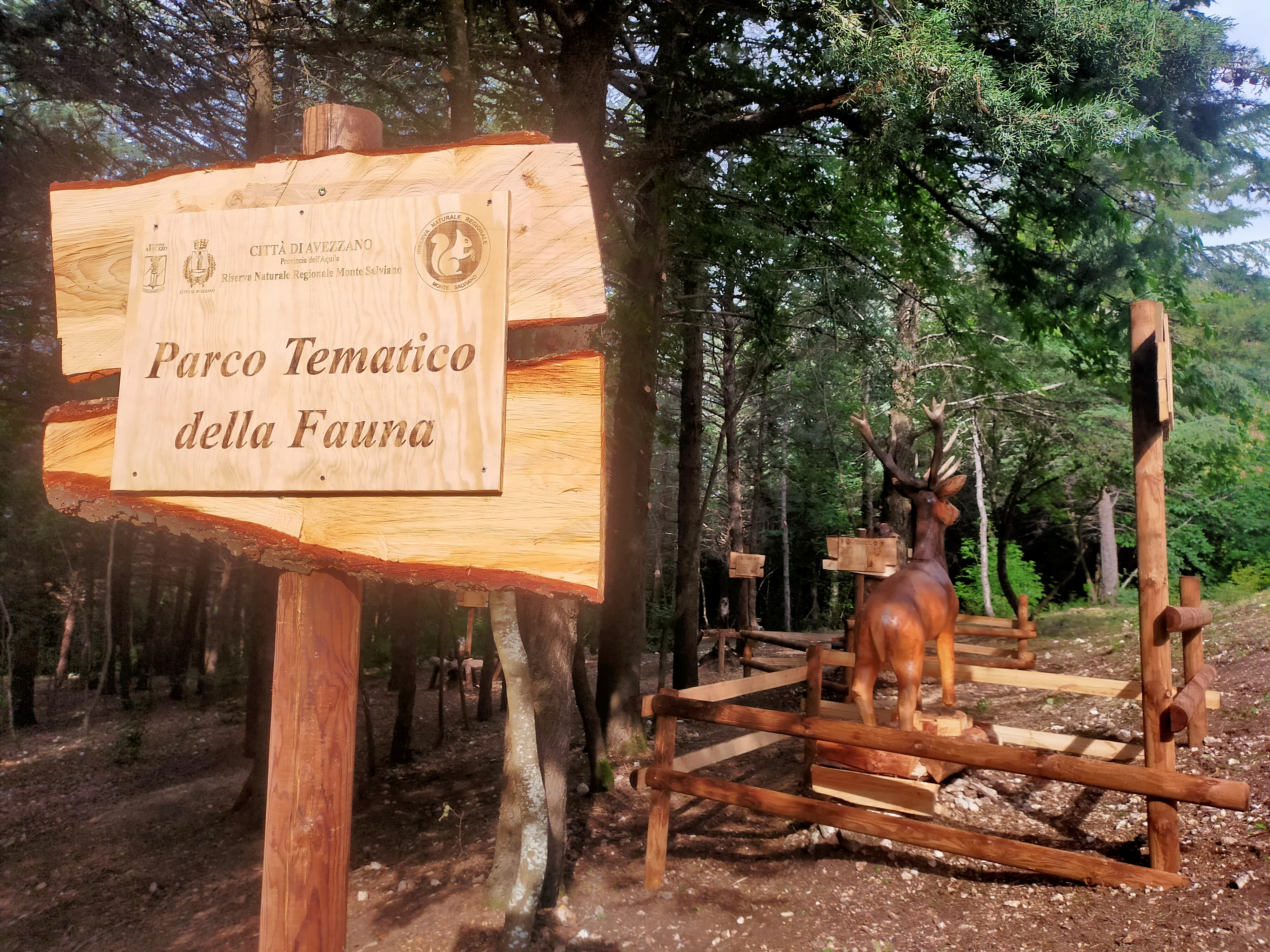
Parco tematico della fauna

Nei pressi del valico del monte Salviano è stata realizzata a cominciare dal 2021 l'aula verde didattica intitolata al religioso cistercense ed erborista rovetano fra' Domenico Palombi, autore della ricerca e della catalogazione di oltre 800 specie arboree del Salviano, e al giornalista Mario Sbardella. Il 31 maggio 2024 è stato inaugurato il parco tematico della fauna, un'area di circa 4.800 metri quadrati dotata di pannelli divulgativi e sculture lignee, realizzate dall'artista piemontese Barba Brisiu, raffiguranti alcuni animali della riserva naturale.

### Casa del pellegrino
Non distante dal santuario della Madonna di Pietraquaria, presso l'ex bar in pietra, è stato allestito il centro di educazione ambientale denominato "casa del pellegrino", in cui sono esposte le foto della flora e della fauna locale ed è ospitato l'erbario con oltre 400 piante, frutti ed erbe essiccate. Vi si svolgono saltuariamente convegni o conferenze sui temi della tutela e della valorizzazione ambientale.

### Via dei Marsi
Nei pressi del valico, a circa 900 m s.l.m., inizia un percorso panoramico che sale lungo la via dei Marsi, un antico sentiero intitolato al popolo italico dei Marsi, già esistente in epoca preromana. Incluso nel sentiero europeo E1, collega il monte Salviano, attraverso l'itinerario della Cunicella (939 m s.l.m.), al bosco di Lucus Angitiae e al parco nazionale d'Abruzzo, Lazio e Molise. Il progetto connesso al sentiero, denominato "La via dei Marsi: la spina verde marsicana (itinerario ambientale, storico, culturale, religioso e turistico)", ha ottenuto una menzione speciale in occasione del "Premio del Paesaggio 2012-2013", istituito dal consiglio d'Europa.

### Via del latte
La via del latte è un sentiero utilizzato in passato dalle lattaie di Cese che congiunge il versante occidentale del monte Salviano al santuario della Madonna di Pietraquaria e al versante montano avezzanese della Via Crucis.

### Le grotte
A poca distanza dagli imbocchi dei cunicoli di Claudio, al termine del sentiero "Cammino della Pace" inaugurato nel 2024, si apre la grotta di Ciccio Felice, esplorata per la prima volta nel 1948 da Piero Barocelli insieme ad Antonio Mario Radmilli. Scavi e ricerche hanno consentito di ricostruire le abitudini delle popolazioni del Paleolitico superiore e dei successivi periodi storici in cui le hanno abitate. A poca distanza si trovano le caverne Afra e La Difesa.
Tra i territori di Cese e Cappelle dei Marsi, sul versante occidentale della catena del monte Salviano (monti Aria, Cimarani e San Felice), si trovano invece le grotte Palentine. Si tratta di piccole grotte utilizzate dai pastori e, durante la seconda guerra mondiale, come nascondiglio o riparo dai partigiani e dai prigionieri alleati fuggiti dai campi di concentramento abruzzesi.

## Ambiente

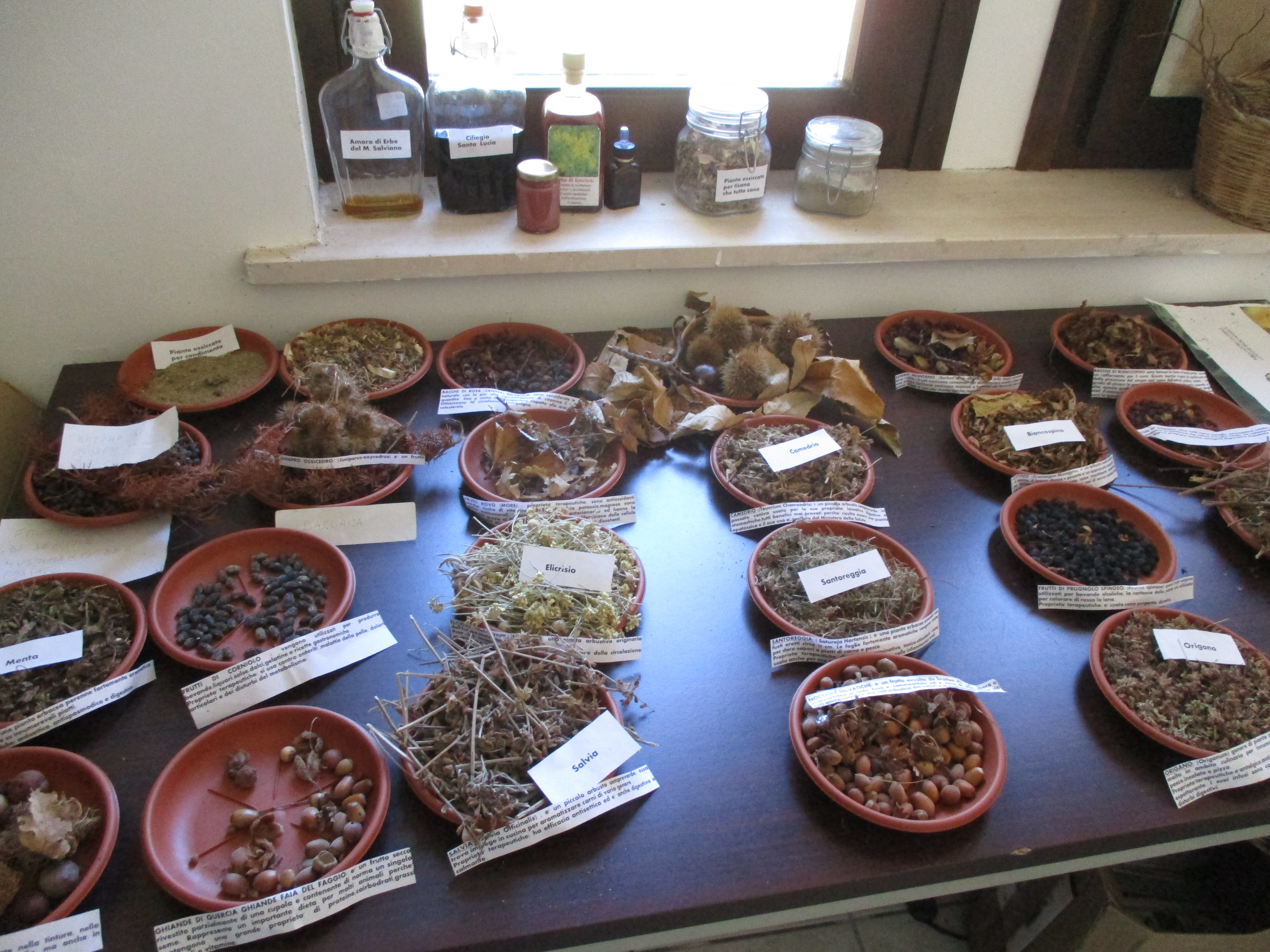
Parte dell'erbario nella casa del pellegrino

### Flora
I fiori gialli del salvione (phlomis fruticosa), specie rara della famiglia Lamiaceae, è presente sulle dorsali assolate nei periodi primaverili. Alcuni sentieri sono stati intitolati al biancospino, alla stregonia siciliana, all'issopo, al pioppo tremulo, all'edera comune e alla santoreggia. 
Si possono osservare anche salvia, fiordaliso di montagna, ginepro, cardo, alisso, alliaria, nigella, orchidea purpurea, rosa canina, berretta del prete, maggiociondolo e la rara iris marsica. Tra le specie più rare di piante erbacee figurano anche la dripide spinosa (drypis spinosa), la falcaria vulgaris, la scandrix australis, la pianta thumbnail umbelliferae, la matthiola valesiaca, l'helleborus bocconei, l'imperatoria cervaria, il lino delle fate capillare (stipa capillata), il colchico autunnale e l'ofride della Rioja. 
La ricca biodiversità della dendroflora presenta pini neri, castagni, roverelle e altre specie autoctone spontanee tipiche dei suoi boschi. Nell'estate del 1993 un incendio danneggiò gravemente il patrimonio floro-faunistico. Il lento restauro ecologico, attuato attraverso la riforestazione di specie autoctone-indigene e favorendo il processo di rinaturalizzazione spontanea ha consolidato l'ecosistema del monte Salviano.

### Fauna
- Avifauna: la poiana, il picchio verde, il grifone, il gheppio, il falco pellegrino e molti altri uccelli frequentano il bosco della riserva[38].
- Mammiferi: tra le specie più numerose figurano lo scoiattolo meridionale, scelto come simbolo della riserva, l'istrice, il gatto selvatico, la lince appenninica, il cervo, il capriolo, il cinghiale, il tasso, la donnola e altri mustelidi oltre alla lepre e alla volpe[38][39]; non infrequente è la presenza del lupo appenninico, in particolare nell'area più meridionale della riserva[39]. Nel 2023 è stata avvistata un'orsa bruna marsicana insieme ai suoi tre cuccioli[40].
- Invertebrati: varie specie dei lepidotteri tra cui la Triaxomera marsica[41] e in via del tutto eccezionale la Muschampia proto, una farfalla nota come Grande Esperia grigia, appartenente alla famiglia degli esperidi, avvistata anche sul monte Salviano[38][42][43].

## Galleria d'immagini

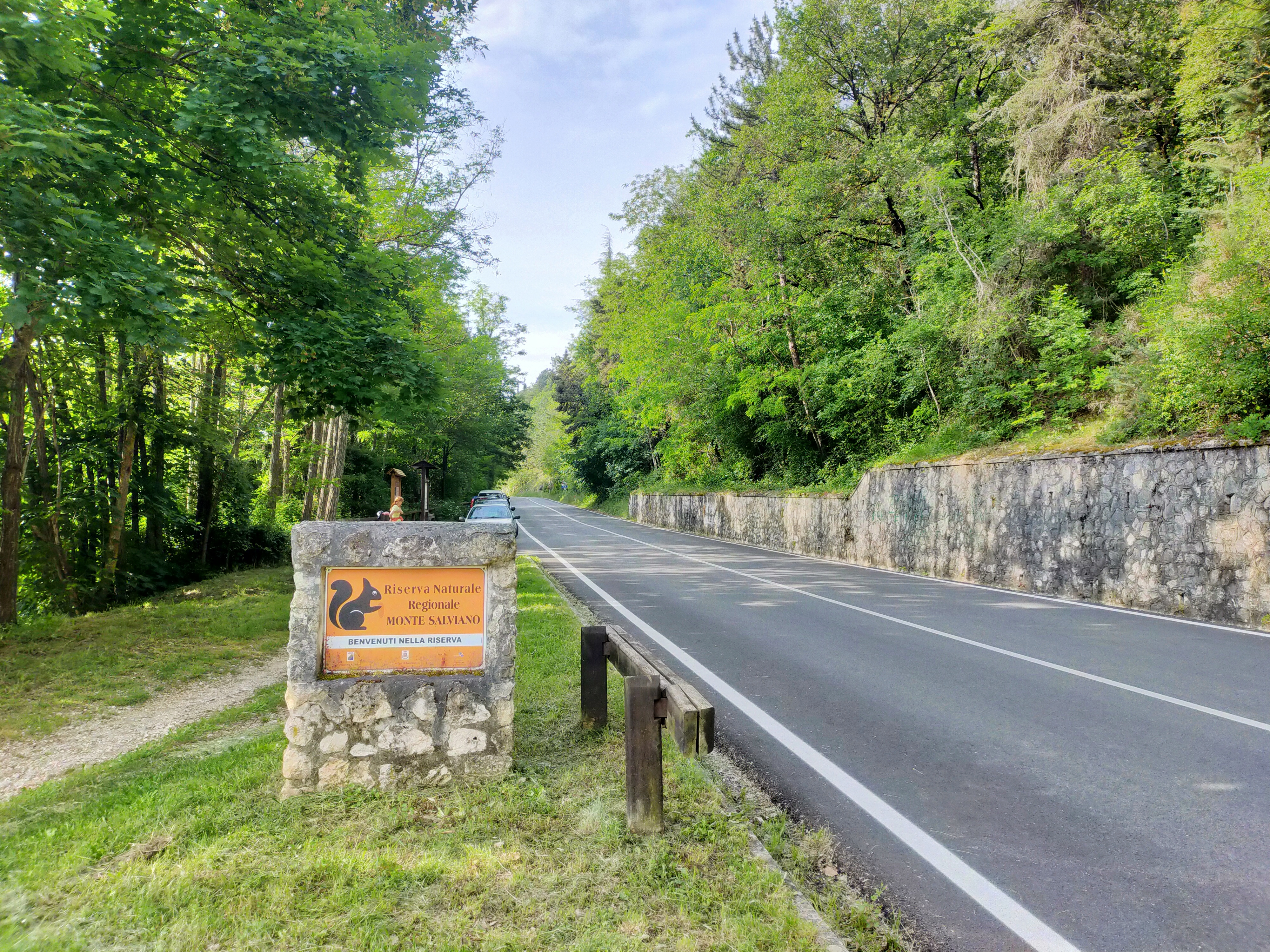
Accesso alla riserva naturale
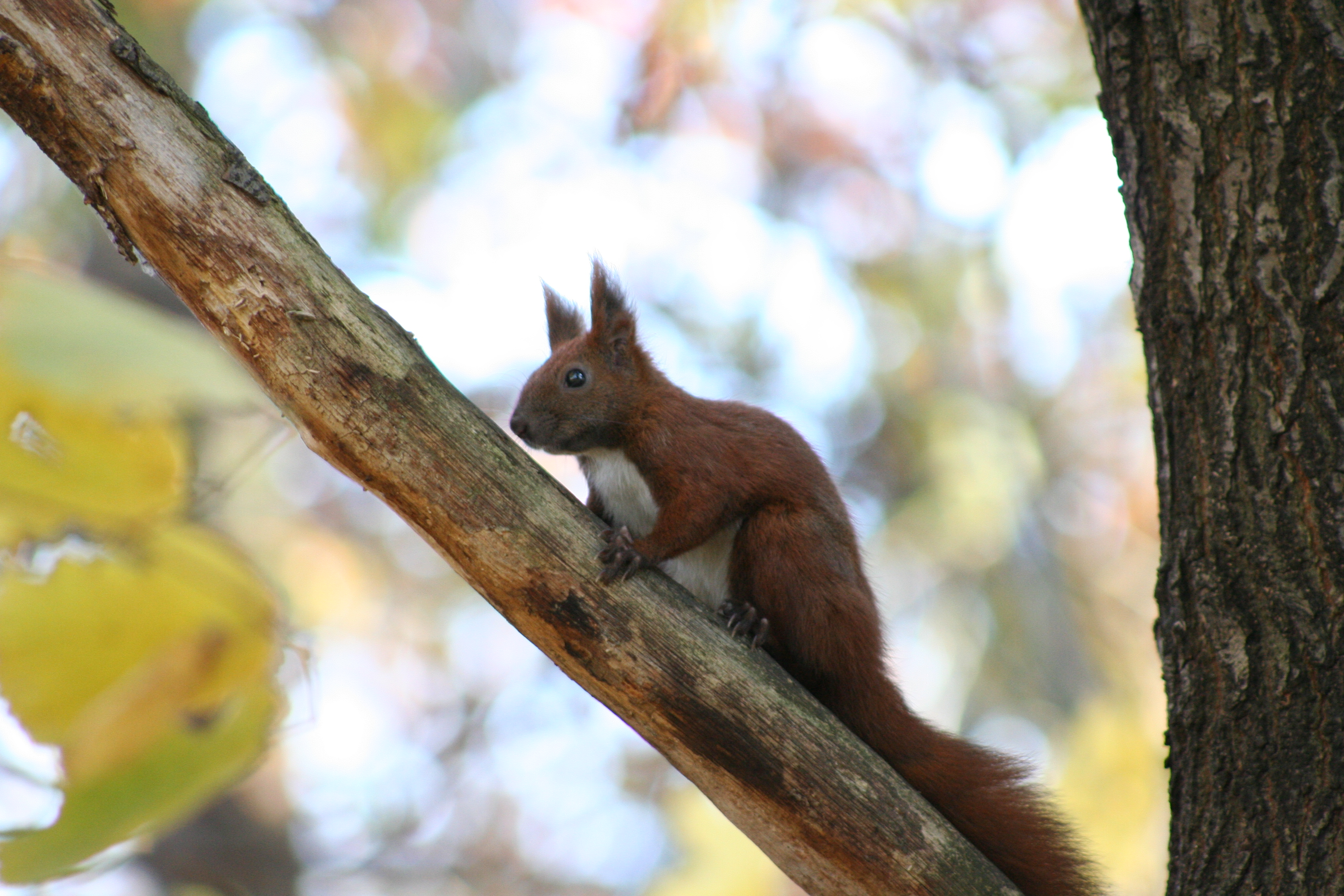
Sciurus vulgaris meridionalis
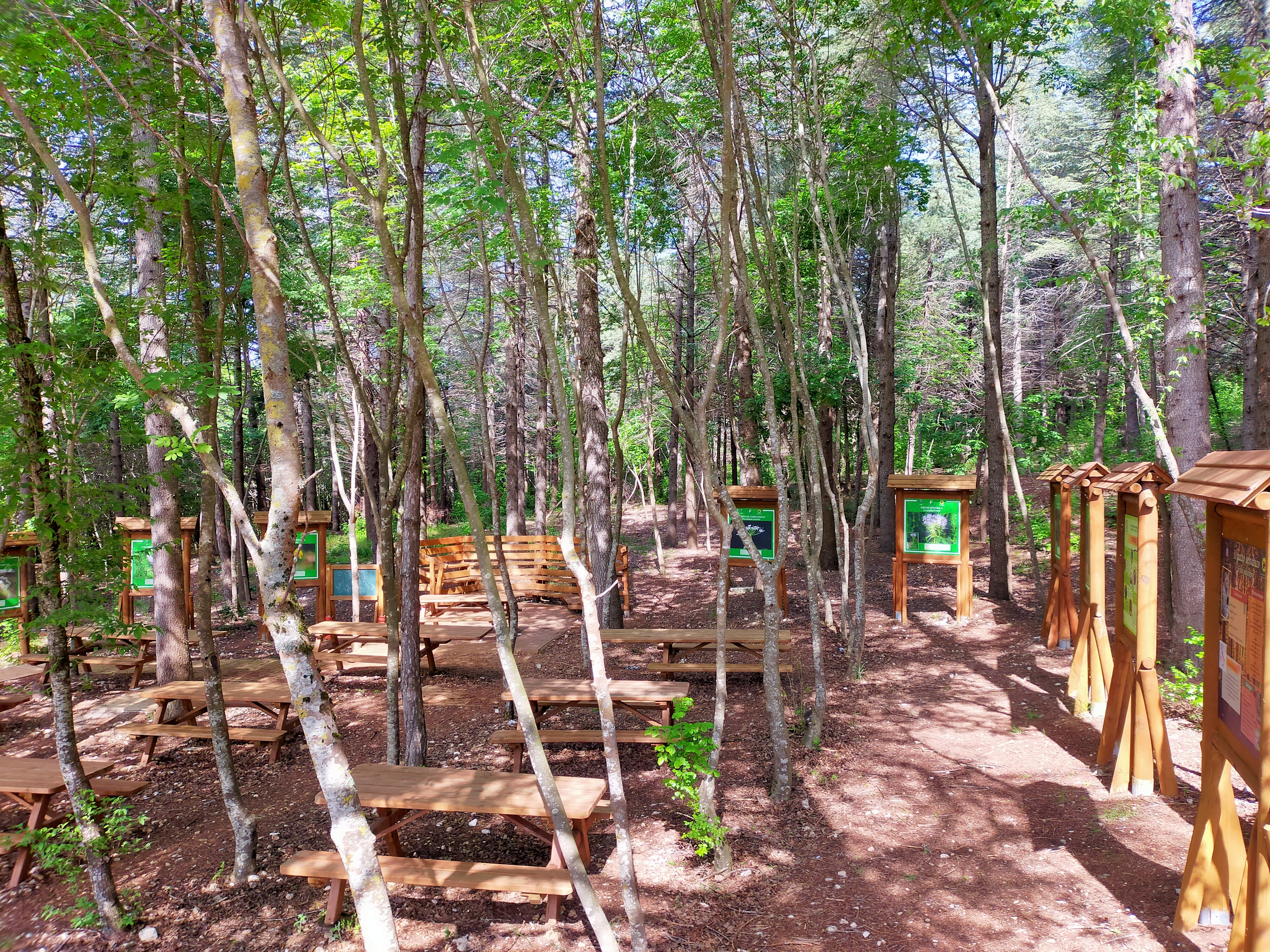
Aula verde didattica
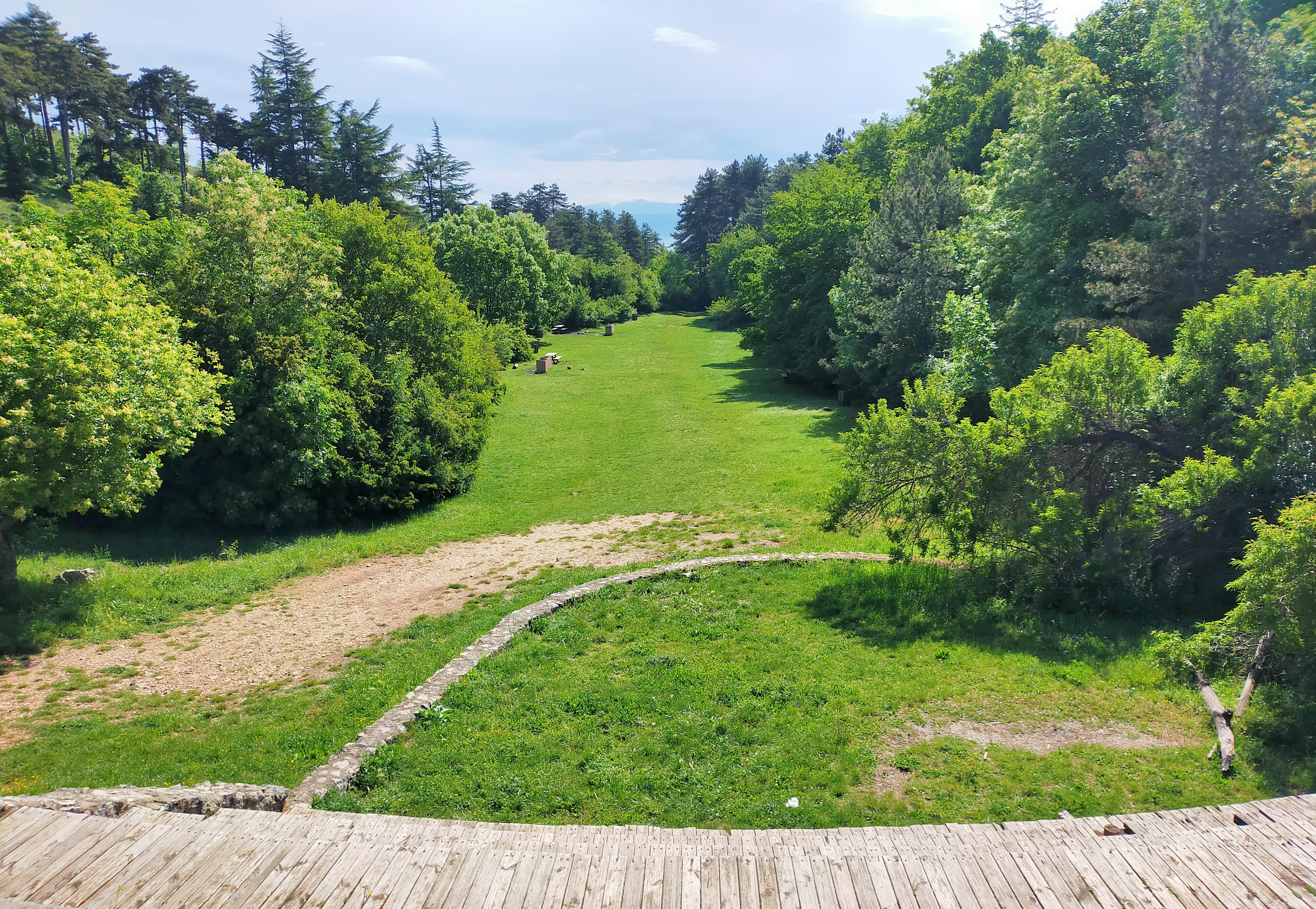
Il pratone
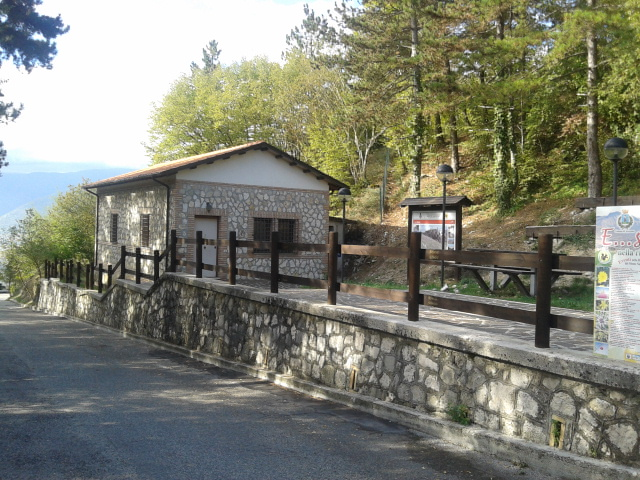
Casa del pellegrino
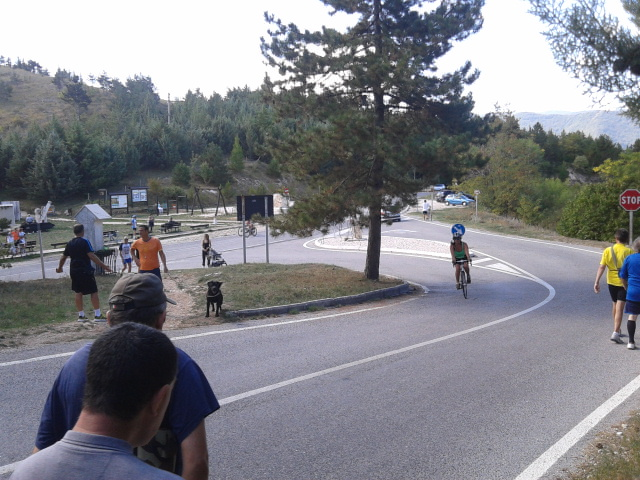
Il valico